# Мокшиська
Мокшиська (пол. Mokrzyska) — село в Польщі, у гміні Бжесько Бжеського повіту Малопольського воєводства.
Населення — 3146 осіб (2011).
У 1975-1998 роках село належало до Тарновського воєводства.

## Демографія
Демографічна структура станом на 31 березня 2011 року:
|          | Загалом | Допрацездатний вік | Працездатний вік | Постпрацездатний вік |
| -------- | ------- | ------------------ | ---------------- | -------------------- |
| Чоловіки | 1575    | 361                | 1076             | 138                  |
| Жінки    | 1571    | 356                | 942              | 273                  |
| Разом    | 3146    | 717                | 2018             | 411                  |